# Harrodsburg
La ville de Harrodsburg (connue parfois sous le nom de Harrod’s Town) est le siège du comté de Mercer, dans l'État du Kentucky, aux États-Unis. Sa population s’élevait à 8 340 habitants lors du recensement de 2010.

## Personnalités
- Al Wilson (1895-1932), pilote, acteur et cascadeur.
- Frances Wisebart Jacobs (1843-1892), philanthrope

## Source
- (en) Cet article est partiellement ou en totalité issu de l’article de Wikipédia en anglais intitulé « Harrodsburg, Kentucky » (voir la liste des auteurs).